# برونو كوتيه
برونو كوتيه هو رسام كندي، ولد في 10 أغسطس 1940 في مدينة كيبك في كندا، وتوفي في 30 يونيو 2010 في بيه سان بول في كندا بسبب سرطان البروستاتا.